# Чемпіонат Європи з веслування на байдарках і каное 2018
Чемпіонат Європи з веслування на байдарках і каное 2018 пройшов 8—10 червня у Белграді (Сербія).

## Медальний залік
| Місце   | Країна     | Золото | Срібло | Бронза | Загалом |
| ------- | ---------- | ------ | ------ | ------ | ------- |
| 1       | Угорщина   | 6      | 5      | 4      | 15      |
| 2       | Німеччина  | 4      | 6      | 0      | 10      |
| 3       | Росія      | 3      | 5      | 4      | 12      |
| 4       | Білорусь   | 3      | 5      | 1      | 9       |
| 5       | Іспанія    | 3      | 1      | 3      | 7       |
| 6       | Чехія      | 3      | 0      | 0      | 3       |
| 7       | Польща     | 2      | 1      | 4      | 7       |
| 8       | Португалія | 2      | 1      | 1      | 4       |
| 9       | Сербія     | 1      | 1      | 1      | 3       |
| 10      | Франція    | 1      | 1      | 0      | 2       |
| 11      | Румунія    | 1      | 1      | 0      | 2       |
| 12      | Грузія     | 1      | 0      | 0      | 1       |
| 13      | Україна    | 0      | 2      | 3      | 5       |
| 14      | Литва      | 0      | 1      | 0      | 1       |
| 15      | Словенія   | 0      | 1      | 0      | 1       |
| 16      | Бельгія    | 0      | 0      | 2      | 2       |
| 17      | Італія     | 0      | 0      | 2      | 2       |
| 18      | Данія      | 0      | 0      | 1      | 1       |
| 19      | Молдова    | 0      | 0      | 1      | 1       |
| 20      | Норвегія   | 0      | 0      | 1      | 1       |
| 21      | Швеція     | 0      | 0      | 1      | 1       |
| Загалом | Загалом    | 30     | 30     | 30     | 90      |

## Результати

### Чоловіки
| Дисципліна               | Золото                                                                | Час       | Срібло                                                           | Час       | Бронза                                                                       | Час       |
| Каное-одиночки 200 м     | Заза Надірадзе (GEO)                                                  | 00:39.200 | Іван Штиль (RUS)                                                 | 00:39.224 | Артем Козирь (BLR)                                                           | 00:39.468 |
| Каное-одиночки 500 м     | Мартін Фукса (CZE)                                                    | 01:47.404 | Себастьян Брендель (GER)                                         | 01:47.659 | Олег Тарновський (MDA)                                                       | 01:48.454 |
| Каное-одиночки 1000 м    | Мартін Фукса (CZE)                                                    | 03:46.723 | Себастьян Брендель (GER)                                         | 03:46.810 | Карло Таччіні (ITA)                                                          | 03:51.916 |
| Каное-одиночки 5000 м    | Себастьян Брендель (GER)                                              | 22:51.916 | Кирило Шамшурін (RUS)                                            | 23:06.650 | Карло Таччіні (ITA)                                                          | 23:11.350 |
| Каное-двійки 200 м       | Росія Олександр Коваленко Іван Штиль                                  | 00:35.915 | Білорусь Гліб Саладуха Денис Хахлай                              | 00:36.139 | Польща Арсен Слівінський Міхал Любневський                                   | 00:36.479 |
| Каное-двійки 500 м       | Румунія Леонід Карп Віктор Міхалачі                                   | 01:38.165 | Росія Павло Петров Михайло Павлов                                | 01:38.945 | Україна Дмитро Янчук Тарас Міщук                                             | 01:38.985 |
| Каное-двійки 1000 м      | Німеччина Юль Оельце Петер Кречмер                                    | 03:25.014 | Румунія Леонід Карп Віктор Міхалачі                              | 03:25.481 | Іспанія Серхіо Валехо Адріан Сіеіро                                          | 03:27.414 |
| Каное-четвірки 500 м     | Росія Павло Петров Віктор Мелантьєв Михайло Павлов Іван Штиль         | 01:29.155 | Україна Юрій Вандюк Олег Боровик Андрій Рибачок Олександр Сівков | 01:30.941 | Польща Віктор Глазунов Міхал Любневський Арсен Слівінскі Марцин Грцибовський | 01:31.008 |
| Байдарки-одиночки 200 м  | Карлос Гарроте (ESP)                                                  | 00:34.655 | Артурас Сея (LTU)                                                | 00:34.783 | Марко Драгосавлєвіч (SRB)                                                    | 00:34.801 |
| Байдарки-одиночки 500 м  | Йозеф Достал (CZE)                                                    | 01:36.398 | Олег Кухарик (UKR)                                               | 01:37.333 | Фернандо Пімента (POR)                                                       | 01:37.393 |
| Байдарки-одиночки 1000 м | Фернандо Пімента (POR)                                                | 03:29.200 | Балінт Копаш (HUN)                                               | 03:29.480 | Макс Рендшмідт (GER)                                                         | 03:31.520 |
| Байдарки-одиночки 5000 м | Макс Гофф (GER)                                                       | 20:27.960 | Фернандо Пімента (POR)                                           | 20:38.790 | Ейвінд Вольд (NOR)                                                           | 20:50.610 |
| Байдарки-двійки 200 м    | Іспанія Сауль Кравіотто Крістіан Торо                                 | 00:31.250 | Сербія Небойса Груїч Марко Новакович                             | 00:31.388 | Угорщина Марк Балашка Балаш Біркаш                                           | 00:31.600 |
| Байдарки-двійки 500 м    | Угорщина Мілан Мозгі Тамаш Соморач                                    | 01:27.500 | Іспанія Маркус Вальц Родріго Гермаде                             | 01:27.630 | Росія Юрій Пострігай Василь Погребян                                         | 01:27.630 |
| Байдарки-двійки 1000 м   | Сербія Марко Томичевич Миленко Зоріч                                  | 03:04.940 | Німеччина Макс Гофф Маркус Гросс                                 | 03:06.206 | Іспанія Франсіско Кубелос Іньйо Пенья                                        | 03:06.750 |
| Байдарки-четвірки 500 м  | Іспанія Сауль Кравіотто Маркус Вальц Крістіан Торо Родріго Гермаде    | 01:18.559 | Німеччина Макс Рендшмідт Том Лібшер Рональд Рауе Макс Лемке      | 01:18.573 | Угорщина Шандор Тотка Міклош Дудаш Петер Молнар Іштван Кулі                  | 01:19.939 |
| Байдарки-четвірки 1000 м | Білорусь Кирил Нікітін Віталій Б'ялко Ілля Федоренко Роман Петрусенко | 02:48.841 | Словаччина Самуель Балаж Габур Якубік Мілан Франа Тібор Лінка    | 02:49.491 | Іспанія Хав'єр Ернанц Айтор Горротксатегі Пеяло Роза Рубен Мілан             | 02:49.701 |

### Жінки
| Event                    | Gold                                                         | Time      | Silver                                                            | Time      | Bronze                                                                      | Time      |
| Каное-одиночки 200 м     | Олеся Ромашенко (RUS)                                        | 00:45.726 | Дорота Боровська (POL)                                            | 00:46.222 | Віраг Балла (HUN)                                                           | 00:46.470 |
| Каное-одиночки 500 м     | Олена Наздрова (BLR)                                         | 02:03.053 | Ксенія Курач (RUS)                                                | 02:05.013 | Лузан Людмила (UKR)                                                         | 02:07.173 |
| Каное-одиночки 5000 м    | Ольга Клімова (BLR)                                          | 25:58.260 | Жанет Лакатош (HUN)                                               | 26:49.770 | Людмила Бабак (UKR)                                                         | 27:02.130 |
| Каное-двійки 200 м       | Угорщина Віраж Балла Кінцо Такач                             | 00:42.730 | Білорусь Олена Наздрова Каміла Бобр                               | 00:43.247 | Росія Ірина Андреєва Олеся Ромашенко                                        | 00:43.374 |
| Каное-двійки 500 м       | Угорщина Віраж Балла Кінцо Такач                             | 01:55.678 | Білорусь Надія Макарченко Ольга Клімова                           | 01:56.238 | Росія Ірина Андреєва Олеся Ромашенко                                        | 01:56.238 |
| Байдарки-одиночки 200 м  | Марта Вальчикевич (POL)                                      | 00:39.697 | Данута Козак (HUN)                                                | 00:40.023 | Емма Єргенсен (DEN)                                                         | 00:40.199 |
| Байдарки-одиночки 500 м  | Данута Козак (HUN)                                           | 01:47.742 | Ольга Худенко (BLR)                                               | 01:48.762 | Анна Пулавська (POL)                                                        | 01:50.518 |
| Байдарки-одиночки 1000 м | Ніна Кранкеманн (GER)                                        | 03:57.229 | Тамар Такач (HUN)                                                 | 03:57.355 | Карін Йохансон (SWE)                                                        | 04:02.645 |
| Байдарки-одиночки 5000 м | Тамара Такач (HUN)                                           | 22:58.560 | Сара Троель (FRA)                                                 | 23:27.440 | Ерміен Петерс (BEL)                                                         | 23:31.700 |
| Байдарки-двійки 200 м    | Португалія Тереза Портела Джоана Васконселос                 | 00:37.055 | Росія Наталія Подольська Віра Собетова                            | 00:37.083 | Польща Домініка Влодарчик Катаржина Колодзейчик                             | 00:37.147 |
| Байдарки-двійки 500 м    | Франція Манон Отенс Сара Гійот                               | 01:39.257 | Угорщина Еріка Медведецькі Тамара Чіпеш                           | 01:39.447 | Бельгія Ерміен Петерс Ліза Брокс                                            | 01:40.412 |
| Байдарки-двійки 1000 м   | Польща Юстина Іскрижицька Поуліна Пащек                      | 03:31.645 | Німеччина Сара Брюер Мелані Гебхард                               | 03:31.915 | Угорщина Ноемі Пупп Тамара Чіпеш                                            | 03:36.271 |
| Байдарки-четвірки 500 м  | Угорщина Анна Карач Еріка Медвецкі Данута Козак Дора Бодоний | 01:28.933 | Білорусь Аліна Світа Надія Лепешко Марина Литвинчук Ольга Худенко | 01:30.067 | Росія Кіра Степанова Віра Собетова Світлана Чернігівська Анастасія Панченко | 01:30.553 |